# Spoorlijn aansluiting Walzwerk - Essen West
De spoorlijn aansluiting Walzwerk - Essen West is een Duitse spoorlijn en is als spoorlijn 2280 onder beheer van DB Netze. 

## Geschiedenis
Het eerste gedeelte tussen Osterfeld en Schönebeck werd door de Rheinische Eisenbahn-Gesellschaft in fases geopend: 
- Osterfeld - Frintrop: 1 juli 1879
- Frintrop - Schönebeck: 1 december 1872

De Preußische Staatseisenbahnen openden op 25 maart 1912 de gedeeltes Walzwerk - Osterfeld en Schönebeck - Essen West.

## Treindiensten
De NordWestBahn verzorgt het personenvervoer op dit traject met RE treinen.
| Serie | Treinsoort                      | Route                                                                                | Bijzonderheden                                                     |
| ----- | ------------------------------- | ------------------------------------------------------------------------------------ | ------------------------------------------------------------------ |
| RE 14 | Regional-Express (NordWestBahn) | Essen Hbf – Bottrop Hbf – Gladbeck West – Dorsten – Hervest-Dorsten – Borken (Westf) | Der Borkener Zondagmorgen 1x per twee uur tussen Dorsten en Borken |

### S-Bahn Rhein-Ruhr
Op het traject rijdt de S-Bahn Rhein-Ruhr de volgende routes:
| Serie | Treinsoort            | Route | Bijzonderheden |
| ----- | --------------------- | --- | -------------- |
| S 9   | S-Bahn (DB Regio NRW) | Haltern am See – Marl Mitte – Bottrop Hbf – Essen Hbf – Essen-Kupferdreh – Velbert-Langenberg – Wuppertal-Vohwinkel – Wuppertal Hbf |                |

## Aansluitingen
In de volgende plaatsen is of was er een aansluiting op de volgende spoorlijnen:
aansluiting Walzwerk
DB 2320, spoorlijn tussen Duisburg-Wedau en Oberhausen-Osterfeld Süd
DB 2331, spoorlijn tussen aansluiting Meerbeck en aansluiting Walzwerk
aansluiting Osterfeld (nieuw)
DB 2262, spoorlijn tussen Oberhausen en Bottrop Nord
aansluiting Osterfeld (oud)
DB 2261, spoorlijn tussen Oberhausen-Osterfeld Nord en aansluiting Osterfeld
Essen-Frintrop
DB 2277, spoorlijn tussen Oberhausen en Essen-Altenessen
aansluiting Essen-Dellwig Ost
DB 2248, spoorlijn tussen aansluiting Essen-Dellwig Ost en Bottrop Hauptbahnhof
Essen-Borbeck
DB 2174, spoorlijn tussen Essen-Borbeck en Essen-Altendorf
aansluiting Schönebeck
DB 2182, spoorlijn tussen Mülheim-Heißen en aansluiting Schönebeck
Essen-Borbeck Süd
DB 2186, spoorlijn tussen aansluiting Borbeck Süd en Essen West
Essen West
DB 2181, spoorlijn tussen Mülheim-Heißen en Essen West
DB 2186, spoorlijn tussen aansluiting Borbeck Süd en Essen West
DB 2291, spoorlijn tussen Mülheim-Styrum en Bochum
DB 2300, spoorlijn tussen Duisburg-Ruhrort en Essen

## Elektrische tractie
Het traject werd tussen 1976 en 1980 geëlektrificeerd met een wisselspanning van 15.000 volt 16 2/3 Hz.